# Fuga a Est
Fuga a Est (in francese Tangente vers l'est) è il romanzo della scrittrice francese Maylis de Kerangal, pubblicato nel 2011 nella prima edizione in francese da Verticales e nel 2023 nella prima edizione in italiano da Feltrinelli. 

## Descrizione
Fuga a Est è la trasposizione su carta di un radiodramma trasmesso nel 2010 in Francia diretto da Cédric Aussir e interpretato da Julie Pouillon e Sergueï Vladimirov.

## Trama
Sulla transiberiana il destino fa incontrare uomo e una donna, mentre viaggiano verso est in direzione di Vladivostok. Nella fermata a Mosca salgono giovani reclute, agli ordini di un sergente. I militari stanno vicini e inconsapevoli del destino che li attende anche se capiscono di andare verso la Siberia, e la cosa fa loro paura. Ad un certo punto tra loro scatta l'idea della fuga.
Anche la donna, Hélène, è in fuga dalla Francia e dal suo amante che viene dalla Russia e non sa cosa succederà. Alësa, uno dei militari in fuga, entra nello scompartimento della donna, ben diverso da quello dove stava coi compagni, perché lei viaggia in prima classe. I due non possono comunicare a parole perché non conoscono una lingua comune, e allora subentra linguaggio degli sguardi e delle mani, e così riescono a dirsi cose senza parlare. Alla fine non si sa se i due riusciranno a fuggire, questo al treno non interessa.

## Edizioni

### Edizione originale in francese
- (FR) Maylis de Kerangal, Tangente vers l'est : roman, Paris, Verticales, 2011, OCLC 779745561.

### Edizione in italiano
- Maylis de Kerangal, Fuga a Est, traduzione di Maria Baiocchi, Milano, Feltrinelli, 2023, ISBN 9788807035401, OCLC 1373373785.

### Edizioni in altre lingue
- (SL) Maylis de Kerangal, Bežiščnica na vzhod, traduzione di Suzana Koncut, Ljubljana, Cankarjeva založba, 2014, OCLC 898638036.
- (EN) Maylis de Kerangal, Eastbound, traduzione di Jessica Moore, , Brooklyn, NY, Archipelago Books, 2023, OCLC 1334896514.

## Riconoscimenti
Nel 2012 ha ricevuto il Prix Landerneau.